# Skärgårdskyrkan
Skärgårdskyrkan är en pingstförsamling i Värmdö kommun med kyrkobyggnad i Hemmesta.